# 春菜ザキさんのタダの通販じゃねーよ!
『春菜ザキさんのタダの通販じゃねーよ!』（はるなザキさんのただのつうはんじゃねーよ）は、近藤春菜（ハリセンボン）、山崎怜奈がMCを務める冠通販番組で、2021年7月2日（7月1日深夜）から2022年9月25日まで、テレビ朝日で放送されたテレビ番組である。
開始から6月25日（6月24日深夜）までの番組名は『通販だけ生活』（つうはんだけせいかつ）。
放送開始から2022年3月までは毎週金曜日 1:26 - 1:56（木曜日深夜）に放送されていたが、同年4月より毎週日曜日 10:30 - 11:00に放送時間を移動した。
2022年9月25日をもって番組終了。

## 放送リスト
| 回 | 放送日        | 取り上げた商品 | 備考         |
| -- | ------------- | --- | ------------ |
| 1  | 2021年 4月2日 | ケイトルーパーサウナクチュール ジムテリア シェイプキューブ 松阪牛の切り落とし                                                            |              |
| 2  | 4月9日        | LEDc（LED付き電動ブラシ） スイッチチェアプレミアム7（ヒーター付マッサージチェア） エレアリーナイトブラ                                   |              |
| 3  | 4月16日       | さかえや蔵出し明太子 2段式超高速弁当箱炊飯器 VアップシェイバーEMS                                                                        | 1:36より放送 |
| 4  | 4月23日       | ボミーニコベルト 吉野家牛丼の具 クレバースライサー                                                                                       |              |
| 5  | 4月30日       | ストレッチハーツ ソフト&ストレッチ ターボセット エレクトリックナイフSlim                                                                 |              |
| 6  | 5月7日        | Dr.Beau KAZE nice Dryer Premium 洗顔ブラシ Faclea 炭酸オールインワン美容液 +eais 西川 ナチュラルフィット枕                               |              |
| 7  | 5月14日       | 柔ら美人 開脚ベター ハッピーコールグルメパン スリミューズ                                                                                |              |
| 8  | 5月21日       | Refa リファファインバブル mimi clean そのまま食堂まるごと干物セット                                                                      |              |
| 9  | 5月28日       | スイッチチェア プレミアム7 LEDoc. VアップシェイバーEMS クレバースライサー                                                                |              |
| 10 | 6月4日        | 美フォームスクワット パワーウェーブミニ 東京西川 夏のひんやり涼感寝具3点セットシングル                                                   |              |
| 11 | 6月11日       | PlankPad PRO フットエナジー 蛤炊き込みご飯セット                                                                                         |              |
| 12 | 6月18日       | モノルルド アイケア ジェンヌビューティーシェイプインナー するりら小町                                                                    |              |
| 13 | 6月25日       | HOGUURE 西川 ナチュラルフィット枕 ストレッチハーツソフト&ターボ                                                                          |              |
| 14 | 7月2日        | らくらく自転車運動ステッパーサイクル 夢ゲンクール duux Whisper Flex Touch 27センチリビング用                                             |              |
| 15 | 7月9日        | メディリフト ソーダスパークルIIスターターキットカートリッジ24本増量 ディープアタッカー                                                   |              |
| 16 | 7月23日       | リスタートアイ スライヴ リリースローラー イワタニ マルチスモークレスグリル                                                               |              |
| 17 | 7月30日       | スーパーストーンバリア包丁（専用シャープナー付） duux Whisper Flex Touch 27センチリビング扇（ミストハンディファン付） ディープアタッカー | 1:46より放送 |
| 18 | 8月6日        | ジェンヌウォークサンダル スライヴ つかみもみマッサージャー MD-442 自宅で本格居酒屋気分 せんべろメーカー                                  |              |
| 19 | 8月13日       | リファ スキムシェーバー替刃セット シェイプディスク コードレス回転モップクリーナー 軽ピカ 特典付き                                        |              |
| 20 | 8月27日       | ミーゼ クレンズリフト ストレッチハーツ ソフト／ストレッチハーツ ソフト&ターボ Datsumo Labo Home Edition                                  | 2:01より放送 |
| 21 | 9月3日        | らくらく自転車運動 ステッパーサイクル リスタートアイ スライヴ つかみもみマッサージャー MD-442                                            | 1:46より放送 |
| 22 | 9月10日       | 芦屋美整体 骨盤スリムスタイリーエアー 酸素系漂白除菌洗浄剤 ファイブクリーン 2個セット 業務用洗浄剤 シャイニー&キーパー 特別セット        | 1:36より放送 |
| 23 | 9月17日       | ミーゼ ヘッドスパリフト ジムテリア シェイプエイト スリムアップキャミソール 3枚セット 二の腕シェイパー付き                                | 1:36より放送 |
| 24 | 9月24日       | キャビスパRFコア Smack8pro 西川 ラクラ マットレスパッド                                                                                  |              |
| 25 | 10月1日       | DEEP EXA 18 リファ スキムシェーバー 替刃セット コードレス回転モップクリーナー 軽ピカ 特典付き                                            |              |
| 26 | 10月8日       | 腹凹R振動!ウェーブボード バウンディングハートシャープナー                                                                                |              |
| 27 | 10月15日      | ミーゼ スカルプリフト（ポーチ付き） 春菜ザキ通販×激辛グルメ祭り オリジナル8食セット 雲のやすらぎクッション座布団                         | 1:41より放送 |
| 28 | 10月22日      | クリアスキン ナノスチーマー（型番IS97W） スイッチチェア プレミアム8（肘掛け付）                                                          | 1:36より放送 |
| 29 | 10月29日      | キャビスパRFコア 酸素系漂白洗浄剤 ファイブクリーン2個セット ジムテリア シェイプエイト                                                    |              |
| 30 | 11月12日      | ドクターエア・リカバリーガン（ヨガマット付き） DUO ザ クレンジングバーム 特別セット ヘアオイル サボーテ（お得な3本セット）               |              |
| 31 | 11月19日      | ライフフィット エアーストレッチクロス 拭き掃きオールインワン マイクロホウキ ミラクルモッキー ヘアオイル サボーテ（お得な3本セット）      |              |
| 32 | 11月26日      | ピンホールアイウォーマー・ワイド 東京西川 あったかプレミアモフモフ寝具セット シングル ヘアオイル サボーテ（お得な3本セット）             | 1:31より放送 |
| 33 | 12月10日      | 柔ら美人 開脚ベター リファ ビューテックレイズ スマホdeシェイプ                                                                           | 1:36より放送 |
| 34 | 12月17日      | ジムテリア シェイプキューブ groomin Home care set オリジナルマイバッグ付き スマホdeシェイプ                                              | 1:41より放送 |
| 35 | 12月24日      | ワオブラシ エイミー ネックマッサージャー スマホdeシェイプ                                                                                | 1:46より放送 |
| 36 | 12月31日      | 東京西川 あったかプレミアモフモフ寝具セット シングル DUO ザ クレンジングバーム 特別セット ジムテリア シェイプキューブ                    | 3:50より放送 |
| 37 | 2022年 1月7日 | リファ ファインバブル 西川 ナチュラルフィット枕 ジェンヌウォークサンダル                                                                 |              |
| 38 | 1月14日       | デンタルラバー スーパーホワイトLV ゲル4本セット スライヴ腹筋トレーナー FD-105 リスタートアイ                                             |              |
| 39 | 1月21日       | クリアスキンナノスチーマー（IS97W） ライフフィット 3wayマッサージャー                                                                    |              |
| 40 | 2月4日        | アデランス バスタイムエステ スパニスト 東京西川 あったかプレミアモフモフ寝具セット                                                       | 1:36より放送 |
| 41 | 2月11日       | リファビューテック ポイント スライヴ フットマッサージャー MD-4230                                                                        | 1:36より放送 |
| 42 | 2月18日       | ミーゼ ダブルピーリングプレミアム フェイスリフトEMS                                                                                      |              |
| 43 | 3月4日        | ブラックウルフ ボリュームアップスカルプシャンプー カナデル オールインワン特別セット                                                      |              |
| 44 | 3月11日       | DUO ザ クレンジングバーム 特別セット モノルルド アイケア                                                                                 |              |
| 45 | 3月18日       | ±0 スタイルスチーマー 背筋がGUUUN 美姿勢座椅子                                                                                           |              |
| 46 | 3月25日       | リュウジの万能スキレット | 1:36より放送 |

| 回 | 放送日        | 取り上げた商品 | 備考        |
| -- | ------------- | --- | ----------- |
| 47 | 2022年 4月3日 | ウォーターピック コードレスセレクト ダイソンV7フラフィ 特別セット |             |
| 48 | 4月10日       | リファ ファインバブル 排水口キレイプラス |             |
| 49 | 4月24日       | リファビューテック ポイント パルスイクロス 9枚セット |             |
| 50 | 5月1日        | 芦屋美整体 骨盤スリムスタイリーエアー コードレス回転モップクリーナー軽ピカ 特典付き |             |
| 51 | 5月8日        | らくらく自転車運動 ステッパーサイクル スイッチチェア プレミアム8（肘掛け付） |             |
| 52 | 5月15日       | ミワ パールネックレス （女性用モデル ミワ パールロングネックレス コンバーチブル100 / 男女兼用 ミワ パールネックレス シルバーコンビネーション60） 西川 ごろごろマット ミーゼ ウェーブスパ                                                                          |             |
| 53 | 5月22日       | ミワ パールネックレス （女性用モデル ミワ パールロングネックレス コンバーチブル100 / 男女兼用 ミワ パールネックレス シルバーコンビネーション60） ライフフィット 3wayマッサージャー                                                                                |             |
| 54 | 5月29日       | ダイソン V7フラフィ 特別セット ウォーターピック コードレスセレクト コードレス回転モップクリーナー軽ピカ 特典付き ミワ パールネックレス （女性用モデル ミワ パールロングネックレス コンバーチブル100 / 男女兼用 ミワ パールネックレス シルバーコンビネーション60） |             |
| 55 | 6月5日        | 業務用 洗濯槽＆風呂釜洗浄剤「根こそぎ革命」特別セット |             |
| 56 | 6月12日       | アデランス バスタイムエステ スパニスト 北三陸ファクトリー ひろの屋 AiMY エアーフットマッサージャー |             |
| 57 | 6月19日       | リファビューテック ドライヤー ジムテリア シェイプエイト |             |
| 58 | 6月26日       | 酸素系漂白除菌洗浄剤 ファイブクリーン2個セット レイボーテRフラッシュ ダブルPLUS VIタイプ |             |
| 59 | 7月3日        | ダイソン ピュアクールリンク 4種の魚スティック盛り 合計2kg 西川 ナチュラルフィット枕 SIXPAD フットフィット | 1時間拡大SP |
| 60 | 7月10日       | 京都西川 ひんやり涼感寝具バーゲンセット シングル 排水口キレイプラス スイッチチェア プレミアム8(肘掛け付) |             |
| 61 | 7月17日       | COOLOOP アイスネックリング マイヤー エニデイ耐熱ガラスボウル |             |
| 62 | 7月31日       | ポータブル電源 メガパワーバンク＆大型ソーラーパネル 特別セット |             |
| 63 | 8月7日        | 真空断熱ボトル REVOMAＸ®大小2本セット お家の虫除け ヒバウッド |             |
| 64 | 8月14日       | スマートオートクッカー 全自動調理器 トール ネックマッサージャー コードレス |             |
| 65 | 8月21日       | 強力カビ取り剤 モールドゼロ ゴムポンつるつる 特別セット |             |
| 66 | 8月28日       | ライフフィット ツイストロール DUO ザ クレンジングバーム＆ピーラー スペシャルセット |             |
| 67 | 9月4日        | ディープアタッカープロ 減煙グリルプレート 肉祭り バンブー |             |
| 68 | 9月11日       | ダイソンV8フラフィエクストラ 特別セット レトルト亭 |             |
| 69 | 9月18日       | 除菌・カビ・ヌメリ取り洗浄剤 スライムバスター ブラシ型ヘアアイロン ダフニnano |             |
| 70 | 9月25日       | ライフフィット 3wayマッサージャー クリニラボ マイクロニードルパッチ |             |

| 回 | 放送日        | 取り上げた商品                                                               | 備考   |
| -- | ------------- | ---------------------------------------------------------------------------- | ------ |
| SP | 2023年 1月7日 | クリアスキンナノスチーマー（型番IS97W） ライフフィット ツイストロール zipron | 新春SP |

## スタッフ
- ナレーション：佐藤ちひろ（通パンくん）
- 構成：鈴木おさむ、小杉四駆郎、山口広太
- TM：高田格（テレビ朝日）
- TD：若月潤都、平間隆啓【週替り】
- CAM：佐藤雅浩、渡邉良平【週替り】
- 照明：中本明人
- 音声：鈴木涼太、平井保【週替り】
- VE：田辺帆風、瀬尾将太【週替り】
- 美術プロデューサー：小山晃弘
- 美術デザイン：浜野恭平（テレビ朝日）
- 美術進行：吉村純子、仲田幸正
- 大道具：久保里志
- 小道具：高崎香織
- メイク：川口カツラ店
- 編集：ヌーベルアージュ
- MA：ヌーベルアージュ
- 音効：矢部公英
- TK：高橋由佳
- デスク：薮田早加
- 協力：ロッピングライフ、it2yinc、東京オフラインセンター
- MD：大村潤、田中羊子、坂本嘉一
- 制作協力：東通企画
- 制作スタッフ：鵜飼和也、竹倉颯生、会田美奈穂、小谷龍輝
- アシスタントプロデューサー：松本幸子
- ディレクター：小川真紀（テレビ朝日）、山本結城（オフイチ）、渡大空、牧田亜矢子
- チーフディレクター：木津優（テレビ朝日）
- プロデューサー：矢崎浩司、船引貴史（共にテレビ朝日）、濵本真治（東通企画）
- ゼネラルプロデューサー：久保信広（テレビ朝日、2022年7月17日-）
- 制作：テレビ朝日ビジネスソリューション本部コンテンツ編成局第2制作部
- 制作著作：テレビ朝日

### 過去のスタッフ
- 統括：奥川晃弘（2022年7月10日まで）
- ゼネラルプロデューサー：樋口圭介（2022年7月10日まで）